# Tennis South Invitational 1973
Il Tennis South Invitational 1973 è stato un torneo di tennis giocato sul sintetico indoor. È stata la 1ª edizione del torneo, che fa parte del Commercial Union Assurance Grand Prix 1973. Si è giocato a Jackson negli Stati Uniti dal 19 al 25 marzo 1973.

## Campioni

### Singolare maschile
Eddie Dibbs ha battuto in finale  Frew McMillan con il punteggio di 5–7, 6–1, 7–5

### Doppio maschile
Zan Guerry /  Frew McMillan hanno battuto in finale  Jaime Pinto-Bravo /  Tito Vázquez con il punteggio di 6–2, 6–4